# Bardejov
Bardejov (Duits: Bartfeld, Hongaars: Bártfa, Pools: Bardiów) is een historische stad in het noordoosten van Slowakije, nabij de Poolse grens. Het is gelegen in de regio Šariš en heeft ongeveer 33.400 inwoners. De stad, voor het eerst vermeld in 1241, kent talrijke culturele monumenten in het middeleeuwse stadscentrum, dat grotendeels behouden is gebleven. Bardejov staat op de Werelderfgoedlijst van UNESCO.

## Geschiedenis
Het gebied van het huidige Bardejov heeft al sinds het stenen tijdperk mensen aangetrokken. De eerste schriftelijke verwijzing naar de stad stamt echter uit de jaren 1240, toen monniken uit Bardejov bij Koning Béla IV klaagden over schending van haar stadsgrenzen door Prešov. In de veertiende eeuw werd de inmiddels met muren versterkte stad een centrum van handel met Polen. Meer dan vijftig gilden beïnvloedden de florerende economie. Bardejov kreeg in 1376 de status van koninklijke stad en werd later een koninklijke vrijstad. De gouden tijd van de stad eindigde in de zestiende eeuw, toen het land geplaagd werd door diverse oorlogen, pandemieën en andere rampen.

## Sport
Bardejov is de thuisbasis van voetbalclub Partizán Bardejov, die speelt in de op een na hoogste Slowaakse divisie, de 1. slovenská futbalová liga. De club werd opgericht op 12 februari 1922 en speelt zijn thuiswedstrijden in het Stadion Mestský štadión.

## Partnersteden
| - Ashtabula (Verenigde Staten) - Calais (Frankrijk) - Česká Lípa (Tsjechië) - Gorlice (Polen) - Jasło (Polen) - Kaštela (Kroatië) | - Krynica (Polen) - Mikulov (Tsjechië) - Mahiljow (Wit-Rusland) - Molde (Noorwegen) - Zamość (Polen) |

## Galerij

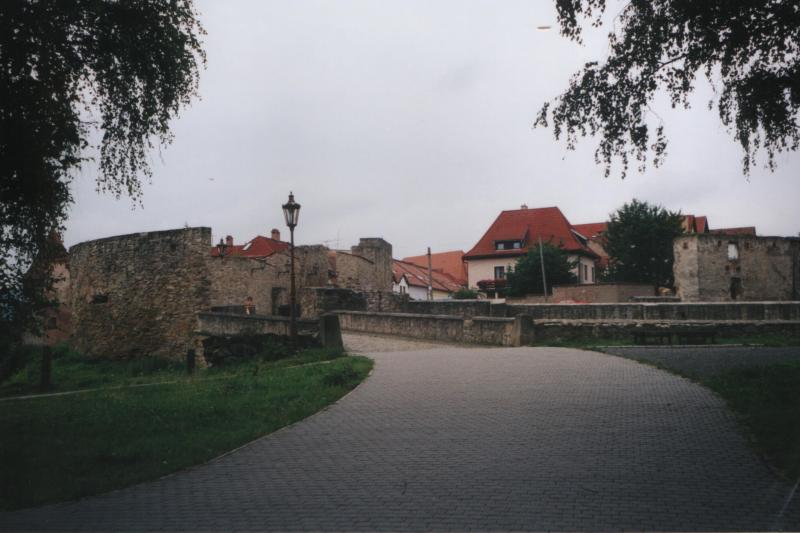
Dolná brána (lagere poort)
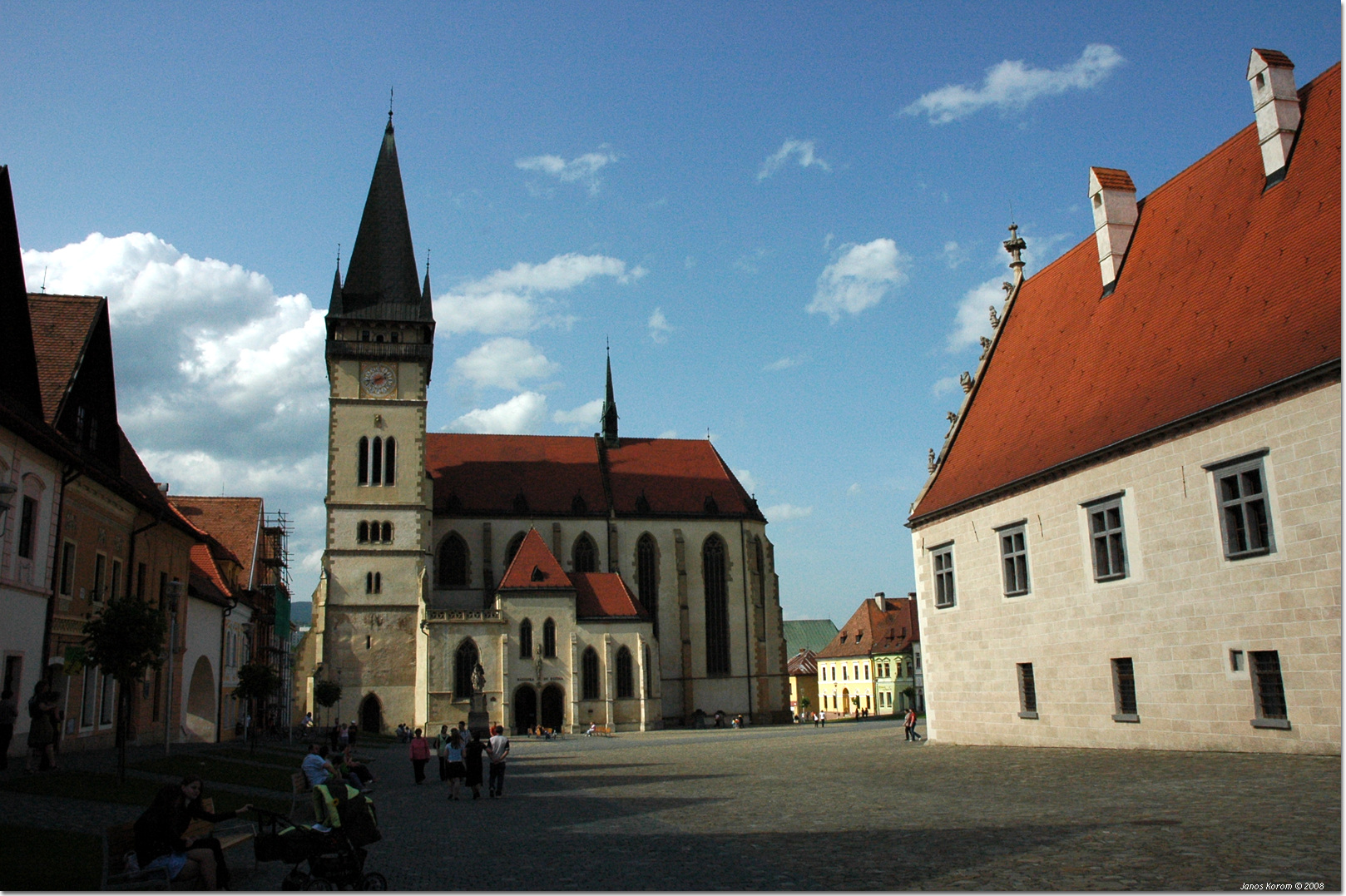
Basiliek
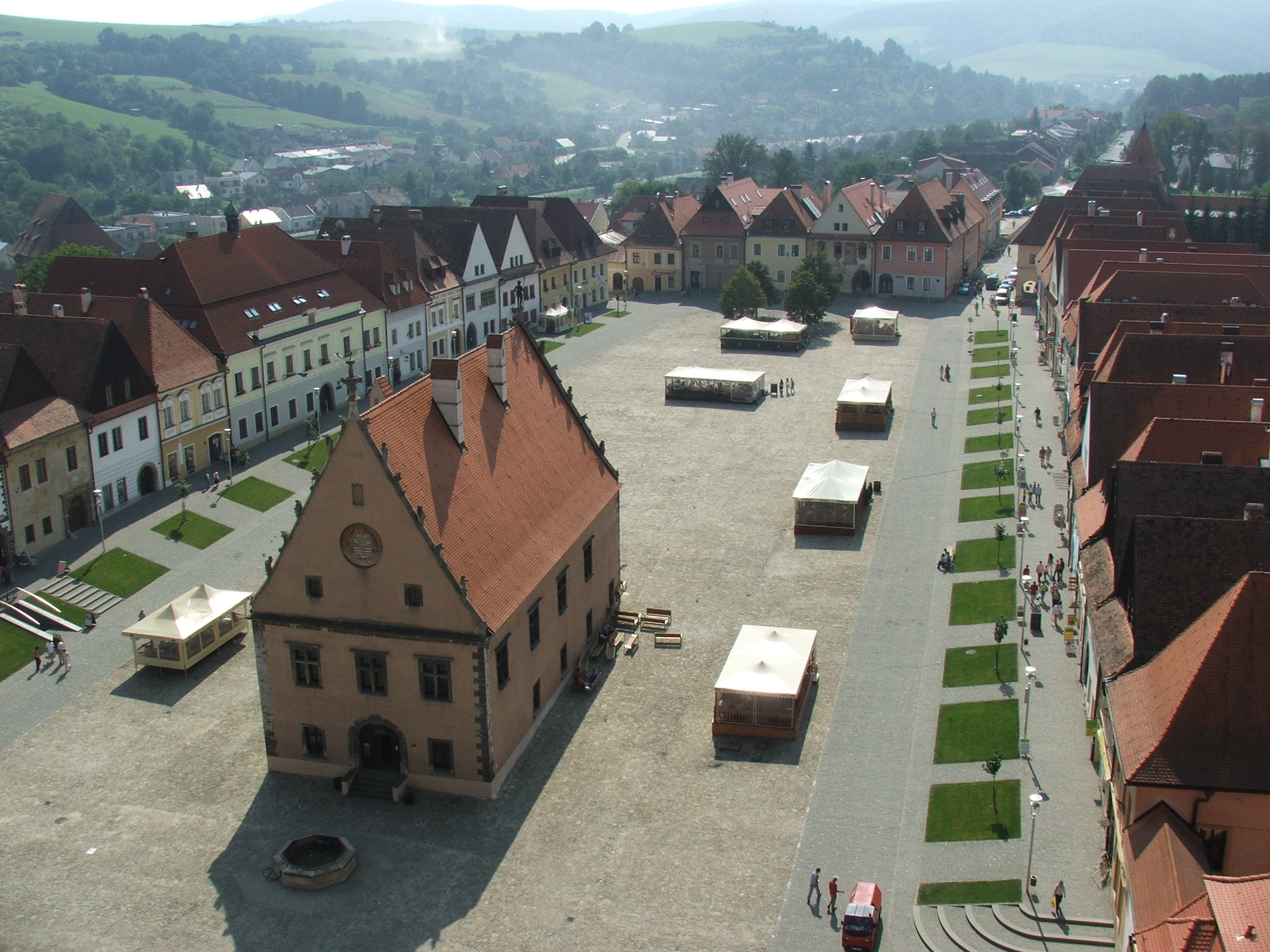
Plein